# Мясищев, Владимир Антонович
Владимир Антонович Мясищев (1913, село Солдатское, Фатежский уезд, Курская губерния, Российская империя — неизвестно, Донецк) — машинист комбайна шахты № 2 — 7 треста треста «Рутченковуголь» Министерства угольной промышленности Украинской ССР, Сталинская область. Герой Социалистического Труда (1957).

## Биография
Родился в 1913 году в крестьянской семье в селе Солдатское Фатежского уезда. С раннего возраста трудился в сельском хозяйстве. С 1932 года — крепильщик, проходчик на шахте «Лидиевка» в Сталино. В 1941 году призван по мобилизации в Красную Армию. Участвовал в Великой Отечественной войне. Воевал в танковой части. В июле 1943 года получил тяжёлое ранение. После излечения в госпитале демобилизовался и повторно призван в Красную Армию в марте 1944 года. Продолжил воевать в составе 2-го батальона 1317-го стрелкового полка 202-й стрелковой дивизии. В июле 1944 года получил ранение. В 1945 году демобилизовался и возвратился на Донбасс, где продолжил трудиться крепильщиком по ремонту горных выработок, навалоотбойщиком на шахте № 2 — 7 («Лидиевка») треста «Рутченковуголь».
После окончания курсов механизации трудился машинистом угольного комбайна «Горняк». Участвовал в стахановском движении. В годы Пятой пятилетки (1951—1955) ежегодно занимал передовые места в социалистическом соревновании среди передовиков-стаханцев. По итогам 1956 года стал победителем в социалистическом соревновании среди горняков треста «Рутченкоуголь».
Указом Президиума Верховного Совета СССР от 26 апреля 1957 года удостоен звания Героя Социалистического Труда за «выдающиеся успехи, достигнутые в деле развития угольной промышленности в годы пятой пятилетки и в 1956 году» с вручением ордена Ленина и золотой медали «Серп и Молот» (№ 7652).
Этим же указом званием Героя Социалистического Труда был награждён навалоотбойщик шахты № 29 треста «Рутченкоуголь» Пётр Николаевич Глухов, который наряду с Владимиром Мясищевым занял в 1956 году передовое место в социалистическом соревновании.
С 1968 года — персональный пенсионер союзного значения. Будучи пенсионером, продолжал трудиться на шахте. Проживал в Донецке. Дата смерти не установлена (после марта 1985 года).
Награды
- Герой Социалистического Труда
- Орден Ленина
- Орден Красной Звезды (22.02.1945)
- Орден Отечественной войны 2 степени (11.03.1985)
- Орден Трудового Красного Знамени (04.09.1948)
- Медаль «За отвагу» (10.06.1945)
- Медаль «За трудовую доблесть» (28.10.1949)
- Медаль «За трудовое отличие» (16.09.1952)